# Amber Peterson
Amber Peterson (ur. 24 kwietnia 1982 r.) – kanadyjska narciarka, specjalistka narciarstwa dowolnego. Jej najlepszym wynikiem na mistrzostwach świata jest 11 w skokach akrobatycznych na mistrzostwach w Inawashiro. Zajęła także 15. miejsce w tej samej konkurencji na igrzyskach olimpijskich w Turynie. Najlepsze wyniki w Pucharze Świata osiągnęła w sezonie 2005/2006, kiedy to zajęła 32. miejsce w klasyfikacji generalnej, a w klasyfikacji skoków akrobatycznych była dziesiąta.
W 2010 r. zakończyła karierę.

## Sukcesy

### Igrzyska olimpijskie
| Miejsce | Dzień     | Rok  | Miejscowość | Konkurencja        | Zwycięzca   |
| ------- | --------- | ---- | ----------- | ------------------ | ----------- |
| 15.     | 22 lutego | 2006 | Turyn       | Skoki akrobatyczne | Evelyne Leu |

### Mistrzostwa Świata
| Miejsce | Dzień    | Rok  | Miejscowość          | Konkurencja        | Zwycięzca |
| ------- | -------- | ---- | -------------------- | ------------------ | --------- |
| 11.     | 18 marca | 2005 | Ruka                 | Skoki akrobatyczne | Li Nina   |
| 15.     | 10 marca | 2007 | Madonna di Campiglio | Skoki akrobatyczne | Li Nina   |
| 15.     | 4 marca  | 2009 | Inawashiro           | Skoki akrobatyczne | Li Nina   |

### Puchar Świata

#### Miejsca w klasyfikacji generalnej
- 1999/2000 – 56.
- 2000/2001 – 60.
- 2001/2002 – -
- 2002/2003 – -
- 2003/2004 – 59.
- 2004/2005 – 58.
- 2005/2006 – 32.
- 2006/2007 – 90.
- 2007/2008 – 56.
- 2008/2009 – 58.
- 2009/2010 – 33.

#### Miejsca na podium
1. Lake Placid – 21 stycznia 2006 (Skoki akrobatyczne) – 2. miejsce